# 雌雄大老千
《雌雄大老千》（英語：Being Honest）是香港無綫電視1993年拍攝的電視連續劇，全劇共20集，監製邱家雄，主要演員有張兆輝、周海媚、楊得時、陳明君、王偉、李顯明等。

## 故事大綱
柯平坦 ( 張兆輝飾 ) 本來是一個小職員，但被自小相識的好友葉國基 ( 楊得時飾 )所利用，身陷牢獄，令平坦一生起了轉變。平坦在獄中認識了梁亞雞 ( 李顯明飾 ) ，二人臭味相投遂成了好友。平坦出獄後逼於生活，跟著亞雞成了一個小老千，四處招搖撞騙。一次，二人無意間遇上了大老千呂清為 ( 王偉飾 )，平坦得清為賞識並獲他收為徒弟。 
自此，平坦便晉身成為大老千，平坦及清為更打賭誰先騙到橡膠皇后阮希靈 ( 周海媚飾 ) ，誰知希靈才是最大的老千。經此一役，三人惺惺相惜，更開始合作。平坦在希靈與清為的教導下，成了一個專偷女人心的情場老千，而在這段期間，平坦亦因與希靈朝夕相對而互生情愫。 
當平坦正要對富家女方敏兒 ( 陳梅馨飾 ) 行騙之時，他發覺敏兒對自己用情極深，於是打算收手不幹，就在此時，國基卻竟以大企業家的身份回到香港，國基還再利用平坦對自己的信任來幫助進行商業大騙案。平坦在希靈、敏兒及身邊好友相繼被國基陷害之後，才如夢初醒、決心向國基進行大報復...

## 演員表
- 張兆輝 飾 柯平坦
- 周海媚 飾 阮希靈/阮金梅
- 李顯明 飾 梁亞雞
- 飾 梁雙妃
- 王　偉 飾 呂清為
- 陳梅馨 飾 方敏兒
- 楊得時 飾 葉國基
- 梁舜燕 飾 馬小芳
- 李秀媚 飾 張淑賢
- 黃成想 飾 成　哥
- 薛　峻 飾 Rocky哥
- 亦　羚 飾 Rosa
- 王維德 飾 李　仔
- 芳藹玲 飾 保險經理
- 虞天偉 飾 CID甲
- 博　君 飾 CID乙
- 鄭　雷 飾 台灣佬
- 莫燕嫦 飾 Dela
- 邵卓堯 飾 九　哥
- 楊健武 飾 九手下/賊　乙
- 張北雲 飾 九手下
- 方　傑 飾 博　士
- 王偉樑 飾 碩　士/手　下
- 羅國維 飾 獄　長
- 李龍基 飾 大　昂
- 游　飈 飾 大昂手下
- 戴少民 飾 大昂手下
- 孫季卿 飾 職　員/院　長
- 李衛民 飾 賢男友
- 梁健平 飾 社　工
- 區　嶽 飾 陳老闆
- 崔嘉寶 飾 崔嘉麗
- 譚兆明 飾 James
- 飾 Molly
- 麥皓為 飾 華　叔
- 鄭君寧 飾 劉公子
- 羅　維 飾 榮公子
- 陳燕航 飾 有錢小姐/闊小姐/有錢人/有錢女人
- 陸麗燕 飾 有錢小姐/闊小姐
- 曾令茵 飾 有錢小姐/闊小姐/女　子
- 鄭　嵐 飾 有錢小姐/闊小姐/賓　客/有錢女人
- 唐葳娜 飾 有錢小姐
- 劉桂芳 飾 A小姐
- 鄧汝超 飾 大耳窿甲
- 李煌生 飾 大耳窿乙
- 談佩珊 飾 D太太
- 鄭英龍 飾 有錢公子/名公子/賓　客/有錢人
- 郭卓樺 飾 有錢公子/有錢人
- 潘文柏 飾 許公子
- 黃天鐸 飾 富　豪/經　理
- 呂劍光 飾 榮志仁/榮　父
- 何璧堅 飾 曾先生/富　豪/劉
- 譚一清 飾 何先生/富　豪/東
- 凌　漢 飾 麥先生/富　豪/麥
- 劉文俊 飾 大漢甲
- 李學良 飾 大漢乙
- 朱孝儀 飾 大漢丙
- 羅　鴻 飾 大漢甲
- 計祥龍 飾 大漢乙
- 郭智坤 飾 大漢丙
- 梁克遜 飾 醫　生
- 陳建得 飾 職　員
- 余袁穩 飾 何　波
- 余　明 飾 為　父
- 蕭山仁 飾 光頭佬
- 羅　蘭 飾 任　姨
- 馮素波 飾 白　姨
- 陳漢文 飾 雞豬朋甲
- 張凱聲 飾 雞狗友乙
- 梁　雄 飾 阿　星
- 黃國輝 飾 小　龍
- 樊亦敏 飾 陳寶蓮
- 區人山 飾 保鑣甲
- 蔡志峰 飾 保鑣乙
- 河國榮 飾 鬼佬教練
- 羅樹淇 飾 經　理
- 杜思娜 飾 Maria
- 徐廣林 飾 老　闆
- 蘇楚南 飾 Paul
- 張國強 飾 Peter
- 方慧琪 飾 Mary
- 林家棟 飾 Billy/Eric友
- 丘國良 飾 Eric
- 李海生 飾 大　哥
- 麥子雲 飾 大　哥
- 王仲匡 飾 手　下
- 吳列華 飾 舞　女/女　子
- 陳曉雲 飾 舞　女/女　子
- 孫海勤 飾 待客泊車
- 蔡欣華 飾 Eric女友
- 李桂英 飾 舞　女
- 江　寧 飾 假　夫
- 溫雙燕 飾 假　妻
- 黃文標 飾 Tony
- 何浩源 飾 Simon
- 陳中堅 飾 禮
- 葉振聲 飾 油脂飛
- 王振寧 飾 油脂飛
- 鄭繼宗 飾 油脂飛
- 雲大華 飾 油脂飛
- 麥嘉倫 飾 油脂飛
- 陳梅馨 飾 方敏兒
- 陳勉良 飾 管　家
- 曹　濟 飾 司　機
- 陳曼娜 飾 方月卿
- 黎秀英 飾 歡　姐
- 郭德信 飾 方　震
- 楓 飾 菁
- 林嘉麗 飾 新聞報導員
- 蕭玉燕 飾 周律師
- 陳榮峻 飾 Alex
- 戴偉光 飾 何　伯
- 談泉慶 飾 醫　生
- 鄭維宗 飾 賊　甲
- 董偉文 飾 醫　生
- 世　雄 飾 基手下
- 衛　昇 飾 老　闆
- 田自義 飾 山口一郎
- 黃國輝 飾 住　客

## 收視
以下為該劇於香港無綫電視翡翠台之收視紀錄：
| 週次 | 集數  | 日期                  | 平均收視            | 收視百分比 |
| ---- | ----- | --------------------- | ------------------- | ---------- |
| 1    | 01-05 | 1993年5月24日-5月28日 | 30點（約156萬觀眾） | 77%        |
| 2    | 06-10 | 1993年5月31日-6月4日  | 30點（約160萬觀眾） | 75%        |
| 3    | 11-15 | 1993年6月7日-6月11日  | 33點（約174萬觀眾） | 82%        |
| 4    | 16-20 | 1993年6月14日-6月18日 | 31點（約165萬觀眾） | 79%        |

## 電視節目的變遷
| 香港無綫電視翡翠台 星期一至五 19:30-20:30 黃金時段第一線劇集 | 香港無綫電視翡翠台 星期一至五 19:30-20:30 黃金時段第一線劇集 | 香港無綫電視翡翠台 星期一至五 19:30-20:30 黃金時段第一線劇集 |
| ------------------------------------------------------------ | ------------------------------------------------------------ | ------------------------------------------------------------ |
|                                                              | 雌雄大老千 （1993.05.24 - 1995.06.18）                       |                                                              |
| 天倫 （1993.03.29 - 1993.05.21）                             | 金牙大狀 （1993.06.21 - 1993.07.16）                         |                                                              |